# Pietro Repetto
Pietro Repetto (fl. XX secolo) è stato un calciatore italiano, di ruolo centrocampista.

## Carriera
Con la Sampierdarenese disputa 11 gare nei campionati di Prima Divisione 1924-1925 e di Divisione Nazionale 1926-1927.
In seguito gioca nell'Imperia Oneglia, squadra in cui milita fino al 1937.

## Palmarès

### Club

#### Competizioni regionali
- Seconda Divisione: 1

Imperia: 1929-1930